# Sulęczyno
Sulęczyno (in casciubo Sëlëczëno, in tedesco Sullenschin) è un comune rurale polacco del distretto di Kartuzy, nel voivodato della Pomerania.
Copre una superficie di 131,31 km² e nel 2004 contava 4 789 abitanti.
Il casciubo è riconosciuto e tutelato nel comune come lingua della minoranza.